# Almindelig sukkerrør
Almindelig Sukkerrør (Saccharum officinarum) er en plante af græs-familien, der har været dyrket i mange århundreder, først i Asien siden over store dele af verden. Alle dele af planten har et højt indhold af sukker, der har smag som farin. De bladløse stængler, "sukkerrør", anvendes til fremstilling af rørsukker.

## Beskrivelse
Sukkerrør er staude med en løs, tuedannende vækstform. Stråene er leddelte med tydelige "knæ", cirkelrunde i tværsnit og grågrønne til rødviolette, men dækket af blålig dug. Bladene er meget linjeformede, lange og overhængende med hel rand. Blomsterstandene er oprette og danner en tæt, gråhvid dusk. 
Planten danner et kraftigt rodnet ud fra de tykke jordstængler. 
Højde x bredde og årlig tilvækst: 2,50 x 0,25 m (250 x 25 cm/år).

## Hjemsted
Det præcise hjemsted er ikke længere kendt, men planten formodes at have dannet rørsump langs flodbreder i sydøstasien.

## Historie
Man regner med, at sukkerrør har været dyrket i østasien siden oldtiden. Planten var i hvert fald kendt i Indien før 510 f.Kr., da den persiske kejser, Dareios, under en invasion fandt "et siv, som giver honning uden bier". Først i middelalderen blev dyrkningen udbredt til Mellemøsten, hvorfra sukker blev eksporteret til Europa som en stor og kostbar sjældenhed. 
Senere bredte dyrkningen sig gennem Nordafrika til Spanien under den mauriske periode, og spanske og portugisiske opdagelsesrejsende bragte planten til de nye kolonier i Amerika og Asien, hvor den blev dyrket under udnyttelse af afrikanske slaver.

## Anvendelse
De bladløse stængler, "sukkerrør", bruges som råstof i fremstilling af rørsukker. Efter knusning og rensning kan resten anvendes som kreaturfoder. Af sukkerrør fremstilles følgende produkter:
- Rørsukker
- Kandis
- Melasse
- Rom
- Sprit
- Papir
- Pap

| Portal | Portal:Botanik |

## Ekstern kilde/henvisning
- Om sukkerfremstilling (på engelsk)